# 전혜수 (배우)
전혜수(1978년 9월 26일 ~ )는 대한민국의 배우이다.

## 학력
- 홍천초등학교 졸업
- 홍천여자중학교 졸업
- 홍천여자고등학교 졸업
- 서울예술대학 무용학과 전문학사 (졸업)

## 경력
- 1999년 MBC 공채 28기 탤런트
- 2006년 제10회 서울국제만화애니메이션페스티벌 (SICAF) 홍보대사

## 수상
- 1996년 미스 강원 선발대회 입상

## 출연 작품

### 드라마
- 1999년 MBC 일일연속극 《날마다 행복해》 - 단역
- 1999년 MBC 주말연속극 《남의 속도 모르고》 - 단역
- 1999년 MBC 월화드라마 《허준》 - 기생 역
- 2000년 MBC 주말연속극 《엄마야 누나야》 - 장세경 역
- 2001년 MBC 월화드라마 《상도》 - 임상희 역
- 2002년 MBC 수목 미니시리즈 《리멤버》 - 한채영 역
- 2003년 MBC 월화드라마 《대장금》 - 의녀 초복 역
- 2004년 MBC 월화드라마 《영웅시대》 - 유상희 역
- 2006년 MBC 수목 미니시리즈 《궁》 - 최 상궁 역
- 2007년 MBC 수목 미니시리즈 《궁S》 - 시종관 역
- 2009년 MBC 수목 미니시리즈 《돌아온 일지매》 - 수련 역
- 2012년 JTBC 수목 미니시리즈 《러브 어게인》 - 오수진 역